# میرتو داووینه
میرتو داووینه (اسپانیایی: Mirto Davoine‎; ۱۳ فوریهٔ ۱۹۳۳ – دسامبر ۱۹۹۹) بازیکن فوتبال اهل اروگوئه بود.
از باشگاه‌هایی که در آن بازی کرده‌است می‌توان به باشگاه ورزشی رئال مایورکا و باشگاه فوتبال پنیارول اشاره کرد.
وی همچنین در تیم ملی فوتبال اروگوئه بازی کرده‌است.